# Linyphantes santinez
Linyphantes santinez är en spindelart som beskrevs av Chamberlin och Ivie 1942. Linyphantes santinez ingår i släktet Linyphantes och familjen täckvävarspindlar. Utöver nominatformen finns också underarten L. s. verdugo.